# Louis de Loménie
Louis-Léonard de Loménie (3 de diciembre de 1815 en Saint-Yrieix-la-Perche - 2 de abril de 1878 en París) es un escritor y ensayista francés.
Fue profesor de literatura francesa en el Collège de France en 1862, y más tarde en la École polytechnique y editor de la Revue des Deux Mondes. Fue elegido miembro de la Academia Francesa en 1871.
Muchos de sus artículos se reunieron en los diez volúmenes de su galería de contemporáneos ilustres. 

## Obra
- Galerie des contemporains illustres, par un homme de rien, 1840-1847.
- Leçons de littérature au Collège de France, 1845-1864
- Beaumarchais et son temps : études sur la société en France au  d'après des documents inédits, 1855. Réédition Slatkine, Genève, 1970.
- La Comtesse de Rochefort et ses amis : études sur les mœurs en France au xviiie siècle, avec des documents inédits, 1870. Réédition Slatkine, Genève, 1971.
- Les Mirabeau, nouvelles études sur la société française au xviiie siècle , 1870-1879, 2 volumes, suivis d'une 2 partie continuée par son fils, Charles de Loménie, 1879-1891,
- Esquisses historiques et littéraires, 1879.